# گرانت چالمرز
گرانت چالمرز (انگلیسی: Grant Chalmers؛ زادهٔ ۱۲ سپتامبر ۱۹۶۹) بازیکن فوتبال اهل بریتانیا است.
از باشگاه‌هایی که در آن بازی کرده‌است می‌توان به باشگاه فوتبال دونکستر راورز و باشگاه فوتبال برنتفورد اشاره کرد.
وی همچنین در تیم ملی فوتبال Guernsey بازی کرده‌است.